# Roy R. Neuberger
Pour les articles homonymes, voir Neuberger.
Roy R. Neuberger (né le 21 juillet 1903, mort le 24 décembre 2010) est un financier américain et collectionneur d'art, qui a contribué à la sensibilisation à l'art moderne par l'acquisition de nombreuses œuvres. Il est le cofondateur de la firme d'investissement Neuberger Berman.

## Biographie

### Origines et débuts
Roy Neuberger naît à Bridgeport (Connecticut) le 21 juillet 1903, troisième enfant d'une famille juive originaire d'Allemagne. Orphelin à 12 ans, il est élevé par sa sœur aînée. Il quitte l'Université de New York au bout d'un an et travaille trois ans dans un commerce de détail, puis touche sa part d'héritage (30 000 $ US de 1925) et s'embarque aussitôt pour Paris.
Dans le Paris des années folles, il travaille pour une entreprise de décoration et visite, avec grand intérêt, le musée du Louvre, trois jours par semaine. Puis, la lecture de la biographie de Vincent van Gogh lui apprend que cet artiste (comme tant d'autres) n'a pu vivre de son art, n'ayant vendu que très peu de toiles, de son vivant. De là lui vient le projet de faire lui-même fortune, puis d'acheter des œuvres d'artistes contemporains peu connus. Parti pour y étudier l'art, il finit par se rendre également compte qu'il n'est pas si talentueux que cela.

### Carrière
De retour aux États-Unis, Roy Neuberger se trouve un emploi chez Halle & Stieglitz, à Wall Street — c'était en 1929, quelques mois avant la Grande Dépression. Entre autres clients, il a Joseph Kennedy et Bernard Baruch. En 1939, il fonde avec un collègue de travail, Robert Berman (1910-1954), l'entreprise Neuberger Berman, qui innove en vendant des fonds mutuels sans frais de transactions.
En 1968, il s'associe au financier Victor Weingarten pour racheter 2500 hectares de terrain dans les comtés de Westchester, de Putnam et de Dutchess. Ils en revendent une grande partie mais  conserve 670 hectares dans la ville de Rhinebeck pour y entreprendre des projets de développement immobilier.
Jusqu'à l'âge de 99 ans, il se rend à son bureau presque chaque jour. C'est à la suite d'une intervention chirurgicales au niveau du dos qu'il restreint ses déplacements. Il prend officiellement sa retraite quelques mois après que sa société a été inscrite en bourse (en octobre 1999) et qu'il a vendu un premier lot de parts (retirant 688 399 $ US pour 23 000 parts), conservant 170 000 parts. En 2003, Lehman Brothers lui rachète la majorité de contrôle pour la somme de 2,63 milliards $ US, soit cinq ans avant la faillite de 2008, après quoi Neuberger Berman redevient autonome, étant rachetée par une partie de ses employés.
De 1991 à 1998, Roy R. Neuberger aide son fils (Roy S. Neuberger) au lancement et à la gestion d'une société de hedge fund.

### Collectionneur d'art
Dès 1939, Roy Neuberger devient un important collectionneur, acquérant notamment des œuvres de Louis Eilshemius, Jackson Pollock, Georgia O'Keeffe, et Edward Hopper, pour ne citer que des artistes de son pays. Il acheta près d'un millier d'œuvres dans sa vie, sans jamais en revendre une seule.
En 1969, à la demande de Nelson Rockefeller, alors gouverneur de l'État de New York, il donne 900 de ses œuvres pour la création du Neuberger Museum of Art. Basé à Purchase, le musée ouvre en 1974. Il contient la plus grande partie des œuvres collectionnées par Roy R. Neuberger. Il a également légué ses œuvres au Metropolitan Museum of Art, au Museum of Modern Art, au Whitney Museum of American Art, ainsi qu'à une douzaine d'autres musées américains.
Pour Roy R. Neuberger, un collectionneur est "une personne possédant plus d'œuvres d'art que de pièces pour toutes les exposer".
Roy R. Neuberger meurt à New York le 24 décembre 2010.

## Autres fonctions
- Membre actif au sein de l'American Federation of Arts
- Trustee au Whitney Museum of American Art de 1961 à 1968, puis trustee emeritus en 1969
- Honorary trustee à vie au Metropolitan Museum of Art depuis 1968
- Benjamin Franklin Fellow du Royal Society of Arts en 1969
- Fellow à perpétuité de l'Académie américaine de design en 1971
- Fellow de l'École de design de Rhode Island en 1981

## Prix et récompenses
- National Medal of Arts (2007)[5]